# (37455) 4727 P-L
4727 P-L (asteroide 37455) é um asteroide da cintura principal. Possui uma excentricidade de 0.03321820 e uma inclinação de 8.12921º.
Este asteroide foi descoberto no dia 24 de setembro de 1960 por Cornelis Johannes van Houten e Ingrid van Houten-Groeneveld e Tom Gehrels em Palomar.